# Atlanta (TV-serie)
Atlanta är en amerikansk dramakomediserie skapad av Donald Glover, som också spelar en av huvudrollerna. Serien hade premiär 6 september 2016 på FX. Brian Tyree Henry, Lakeith Stanfield och Zazie Beetz spelar också i huvudrollerna.
Atlanta visades i fyra säsonger och sista avsnittet sändes 22 november 2022.
Serien mottog mycket god kritik och nominerades till sammanlagt 26 Emmy Awards varav den vann sju stycken bland annat för bästa regi och Glover prisades för bästa manliga huvudroll i en komedi. Vidare nominerades den till sammanlagt fyra Golden Globe Awards varav Glover återigen vann för bästa manliga huvudroll i en komedi samt att hela serien utsågs till årets bästa komediserie 2017.

## Handling
Serien handlar om två kusiner och deras vän som kämpar för att försöka komma in i musikbranschen. Earn är en ensamvarg som återvänder till sin hemstad Atlanta efter att ha hoppat av studierna vid Princeton. Earn upptäcker då att hans kusin Alfred håller på att bli en av Atlantas hetaste nya rappare och bestämmer sig för att bli hans manager.

## Rollista (i urval)
- Donald Glover – Earnest "Earn" Marks
- Brian Tyree Henry – Alfred "Paper Boi" Miles
- Lakeith Stanfield – Darius
- Zazie Beetz – Vanessa "Van" Keefer